# シャルドン
シャルドン（Challedon、1936年 - 1958年）とは、アメリカ合衆国のサラブレッドの競走馬、および種牡馬である。1939年と1940年において、アメリカの競馬界で初の年度代表馬連続受賞を果たした。1977年にアメリカ競馬殿堂入りを果たした。

## 経歴

### 若駒時代
1938年に競走馬としてデビューし、同年はピムリコフューチュリティを含む4勝を挙げた。サラトガスペシャルなど全勝というパフォーマンスで最優秀2歳牡馬となったエルチコほどではないが、同世代の有力馬としてみなされた。
翌年、ジョージ・シーボ騎手を鞍上においてケンタッキーダービーに挑んだが、前を行ったジョンズタウンを捉えることができず、2着ながらも8馬身差と大差で敗れた。しかしその次に出走したプリークネスステークスでは一転、2着馬ギルデッドナイトを1馬身半離して優勝、ジョンズタウン（5着）にも雪辱を果たした。この勝利によって、調教師のルイス・J・シェーファーは騎手・調教師の両方でプリークネスステークスを制するという記録を達成した。
すでに三冠馬の資格がないシャルドンはベルモントステークスには出走せず、その後9 - 10ハロン（約1811 - 2012メートル）路線のハンデキャップ競走を中心に出走するようになった。このころからシャルドンの快進撃が始まり、ヤンキーハンデキャップやホーソーンゴールドカップなどに優勝、トランターステークスではジョージ・ウルフ騎乗のもとでダート9.5ハロン（約1911メートル）の世界レコードを記録した。
また、ライバルのジョンズタウンとも何度か対戦し、ベルモントステークス直後のドワイヤーステークスでは3着に敗れたものの、アーリントンクラシックステークスでは逆にジョンズタウンを3着に退けた。ナラガンセットスペシャルとピムリコスペシャルでは同年のサンタアニタハンデキャップ優勝馬カヤックを破り、同世代のみならず古馬とも戦えることを証明した。ジョンズタウンがすでに引退していたこともあって、その年後半のシャルドンを止める馬は誰もいなかった。
この年、シャルドンはアメリカ最優秀3歳馬、そして年度代表馬に選出された。

### 古馬時代
1940年の4歳シーズン、シャルドンはジョージ・ウルフ騎乗のもとで7月の一般競走から始動した。ナラガンセットハンデキャップではエイトサーティに敗れる（3着）が、ハリウッドゴールドカップ、ホイットニーステークスといった大競走では優勝して健在を見せつけた。
同年9月に調教師がドン・キャメロンに変更された。キャメロンの調教のもとでシャルドンは3戦をこなし、ハヴァードグラスハンデキャップとピムリコスペシャルの連覇を成し遂げた。7戦5勝の堅実な成績が評価され、同年の最優秀古牡馬に併せて、再度の年度代表馬に選出された。2年連続での年度代表馬選出は、1936年のデイリーレーシングフォームによる年度代表馬選考が始まって以来初のものであった。
しかし、翌年以降はシャルドンの成績も振るわなくなっていった。1941年の2月にキャメロンがシャルドンの調教師を辞めたため、代わってウィッティー・ホワイトヒルが調教師となった。しかしホワイトヒルのもとで挑んだサンタアニタハンデキャップでは14着に沈み、さらに腱の損傷や前脚の裂蹄に悩まされるようになった。1941年は3戦のみ、しかも掲示板に載る（5着以内に入る）ことすらなかった。
翌年になると若干持ち直し、フィラデルフィアハンデキャップで1年ぶりのステークス競走勝ちを収めているが、13戦して2勝止まりとその走りは全盛期からはほど遠いものであった。その年をもって引退、ケンタッキー州・レキシントンのギャラハーファームに移り住んだ。

## 引退後
ギャラハーファームで種牡馬となったものの、生涯で出したステークス競走勝ち馬は13頭と少なく、寄せられていた期待に添えるものではなかった。1958年に骨折がもとで死亡、22歳であった。
のちの1977年、アメリカ競馬名誉の殿堂博物館はシャルドンの競走成績を評価し、同馬を殿堂馬の一頭として加えると発表した。

## 評価

### おもな勝鞍
※当時はグレード制未導入
1938年（2歳） 6戦4勝
ローレルフューチュリティ、ニューイングランドフューチュリティ、ピムリコフューチュリティ
1939年（3歳） 15戦9勝
プリークネスステークス、ヤンキーハンデキャップ、アーリントンクラシックステークス、ナラガンセットスペシャル、ホーソーンゴールドカップ、ハヴァードグラスハンデキャップ、トランターステークス、メリーランドハンデキャップ、ピムリコスペシャル
2着 - ケンタッキーダービー
1940年（4歳） 7戦5勝
ハリウッドゴールドカップ、ホイットニーステークス、ハヴァードグラスハンデキャップ（連覇）、ピムリコスペシャル（連覇）
2着 - ナラガンセットスペシャル
1941年（5歳） 3戦0勝
1942年（6歳） 13戦2勝
フィラデルフィアハンデキャップ

### 年度代表馬
- 1939年 - アメリカ年度代表馬、最優秀3歳牡馬
- 1940年 - アメリカ年度代表馬、最優秀古牡馬

### 表彰
- 1977年 - アメリカ競馬名誉の殿堂博物館により、殿堂馬として選定される。
- 1999年 - ブラッド・ホース誌の選ぶ20世紀のアメリカ名馬100選において、第38位に選ばれる。
- ローレルパーク競馬場に、同馬の名を冠した「シャルドンステークス」が創設される。

## 血統表
| シャルドンの血統スウィンフォード系（エクリプス系） / Isinglass 4x5=9.38%、 St. Simon 5x5=6.25%、 Isonomy 父内5x5=6.25%、 Flying Fox 父内5x5=6.25% | シャルドンの血統スウィンフォード系（エクリプス系） / Isinglass 4x5=9.38%、 St. Simon 5x5=6.25%、 Isonomy 父内5x5=6.25%、 Flying Fox 父内5x5=6.25% | シャルドンの血統スウィンフォード系（エクリプス系） / Isinglass 4x5=9.38%、 St. Simon 5x5=6.25%、 Isonomy 父内5x5=6.25%、 Flying Fox 父内5x5=6.25% | （血統表の出典）  | （血統表の出典） |
| 父 Challenger 1927 鹿毛 イギリス | 父の父Swynford 1907 青鹿毛 イギリス | John o'Gaunt | Isinglass         | Isinglass        |
| 父 Challenger 1927 鹿毛 イギリス | 父の父Swynford 1907 青鹿毛 イギリス | John o'Gaunt | La Fleche         |                  |
| 父 Challenger 1927 鹿毛 イギリス | 父の父Swynford 1907 青鹿毛 イギリス | Canterbury Pilgrim | Tristan           | Tristan          |
| 父 Challenger 1927 鹿毛 イギリス | 父の父Swynford 1907 青鹿毛 イギリス | Canterbury Pilgrim | Pilgrimage        |                  |
| 父 Challenger 1927 鹿毛 イギリス | 父の母Sword Play 1921 鹿毛 アイルランド | Great Sport | Gallinule         | Gallinule        |
| 父 Challenger 1927 鹿毛 イギリス | 父の母Sword Play 1921 鹿毛 アイルランド | Great Sport | Gondolette        |                  |
| 父 Challenger 1927 鹿毛 イギリス | 父の母Sword Play 1921 鹿毛 アイルランド | Flash of Steel | Royal Realm       | Royal Realm      |
| 父 Challenger 1927 鹿毛 イギリス | 父の母Sword Play 1921 鹿毛 アイルランド | Flash of Steel | Flaming Vixen     |                  |
| 母 Laura Gal 1929 鹿毛 アメリカ | 母の父Sir Gallahad 1920 鹿毛 フランス | Teddy | Ajax              | Ajax             |
| 母 Laura Gal 1929 鹿毛 アメリカ | 母の父Sir Gallahad 1920 鹿毛 フランス | Teddy | Rondeau           |                  |
| 母 Laura Gal 1929 鹿毛 アメリカ | 母の父Sir Gallahad 1920 鹿毛 フランス | Plucky Liege | Spearmint         | Spearmint        |
| 母 Laura Gal 1929 鹿毛 アメリカ | 母の父Sir Gallahad 1920 鹿毛 フランス | Plucky Liege | Concertina        |                  |
| 母 Laura Gal 1929 鹿毛 アメリカ | 母の母Laura Dianti 1923 鹿毛 アメリカ | Wrack | Robert le Diable  | Robert le Diable |
| 母 Laura Gal 1929 鹿毛 アメリカ | 母の母Laura Dianti 1923 鹿毛 アメリカ | Wrack | Samphire          |                  |
| 母 Laura Gal 1929 鹿毛 アメリカ | 母の母Laura Dianti 1923 鹿毛 アメリカ | Lady Errant | Knight Errant     | Knight Errant    |
| 母 Laura Gal 1929 鹿毛 アメリカ | 母の母Laura Dianti 1923 鹿毛 アメリカ | Lady Errant | Outcome F-No.12-c |                  |